# Port lotniczy Ramata
Port lotniczy Ramata (IATA: RBV, ICAO: AGRM) – port lotniczy położony na wyspie Ramata (Wyspy Salomona).